# Żarnowska
Żarnowska (kašubsky Żarnowskô, německy Czarnowske) je kašubská vesnice v Polsku ležící v Pomořském vojvodství, v gmině Wicko v okrese Lębork nad východním břehem jezera Łebsko (východní hranice Slovinského národního parku) ve vzdálenosti 2 km od hlavního silničního tahu č. 214, a 4 km od města Łeba.

## Historie
Osada Żarnowska byla založena na konci 18. století.

## Další informace
Żarnowska se vedle Łeby stává stále významnějším centrem turistického ruchu a během posledních let roste počet možností ubytování v dobré kvalitě za nižší ceny oproti blízkému, rušnějšímu a oblíbenějšímu městu Łeba. Naprostá většina turistů je polské národnosti.
Ze Żarnowské vede cyklostezka do vesnice Gać. Na cyklostezce lze najít (ve směru ze Żarnowské do Gać) i botanicky zaměřenou stezku po rašeliništi v přírodní rezervaci Krakulice (Rezerwat przyrody Krakulice). Někteří z místních obyvatel nabízejí v rámci ubytování agroturistiku. Přímo ze vsi je možnost navštívit i jezero Łebsko, na jehož okraji vesnice leží. Na jezeře je molo (lávka), která vede daleko do vodní plochy, takže je možné lépe pozorovat zimující ptáky. Ve vsi si lze zapůjčit i motorové čtyřkolky, vodacké potřeby aj., které jsou oblíbeným dopravním prostředkem u návštěvníků.

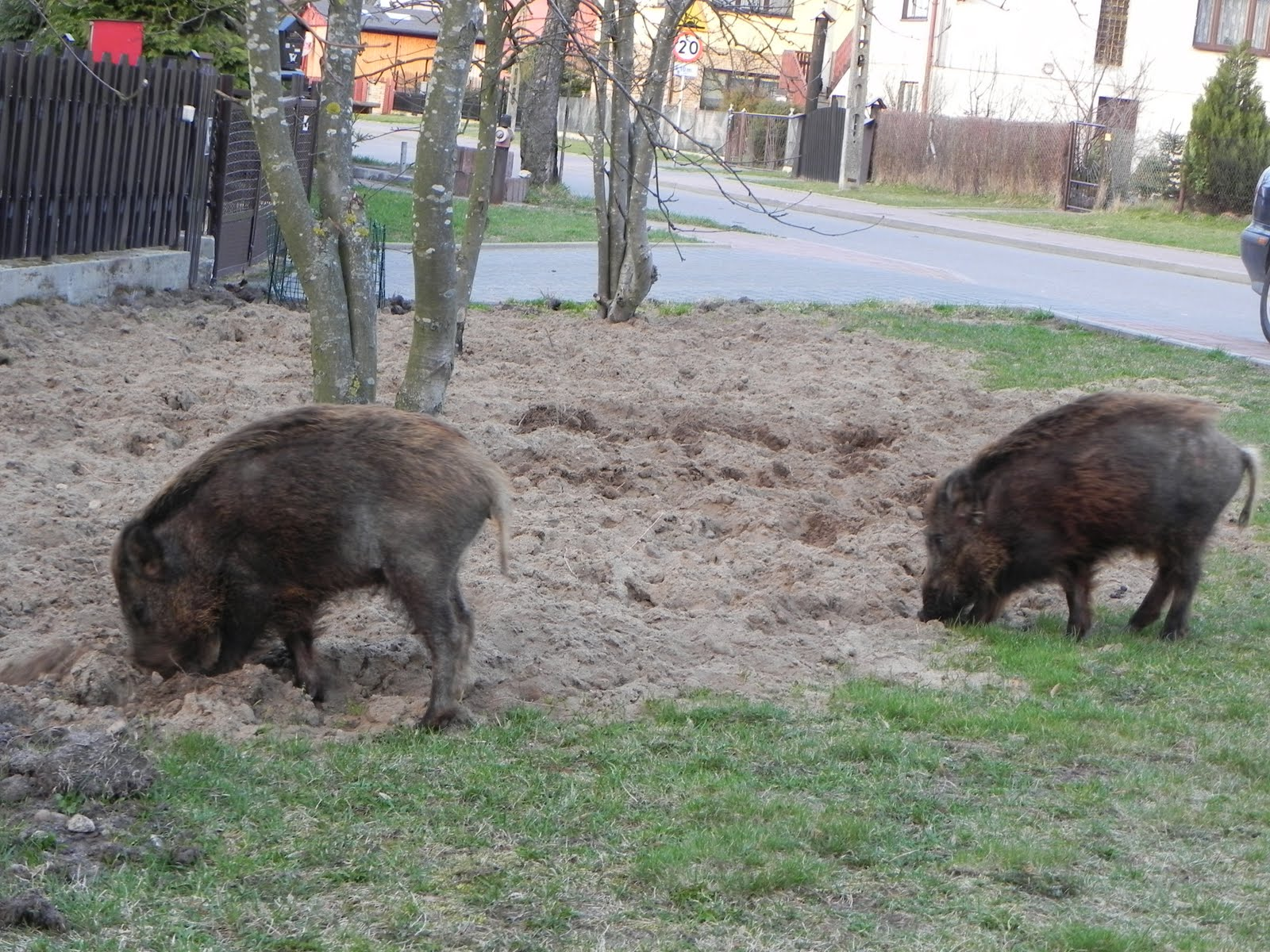

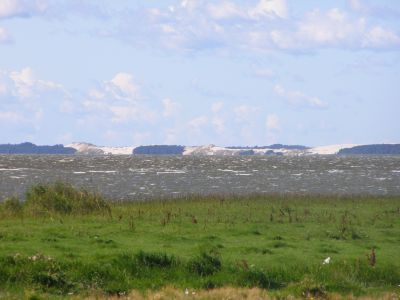

## V blízkosti najdete
- Gać
- Krakulice
- Łeba Park
- Nowęcin
- Rezerwat przyrody Bielice
- Rezerwat przyrody Gackie i Żarnowskie Łęgi
- Rezerwat przyrody Olszyna
- Ścieżka ornitologiczno-przyrodnicza Łebskie Błota